# Weihwasserbecken (Yzeure)

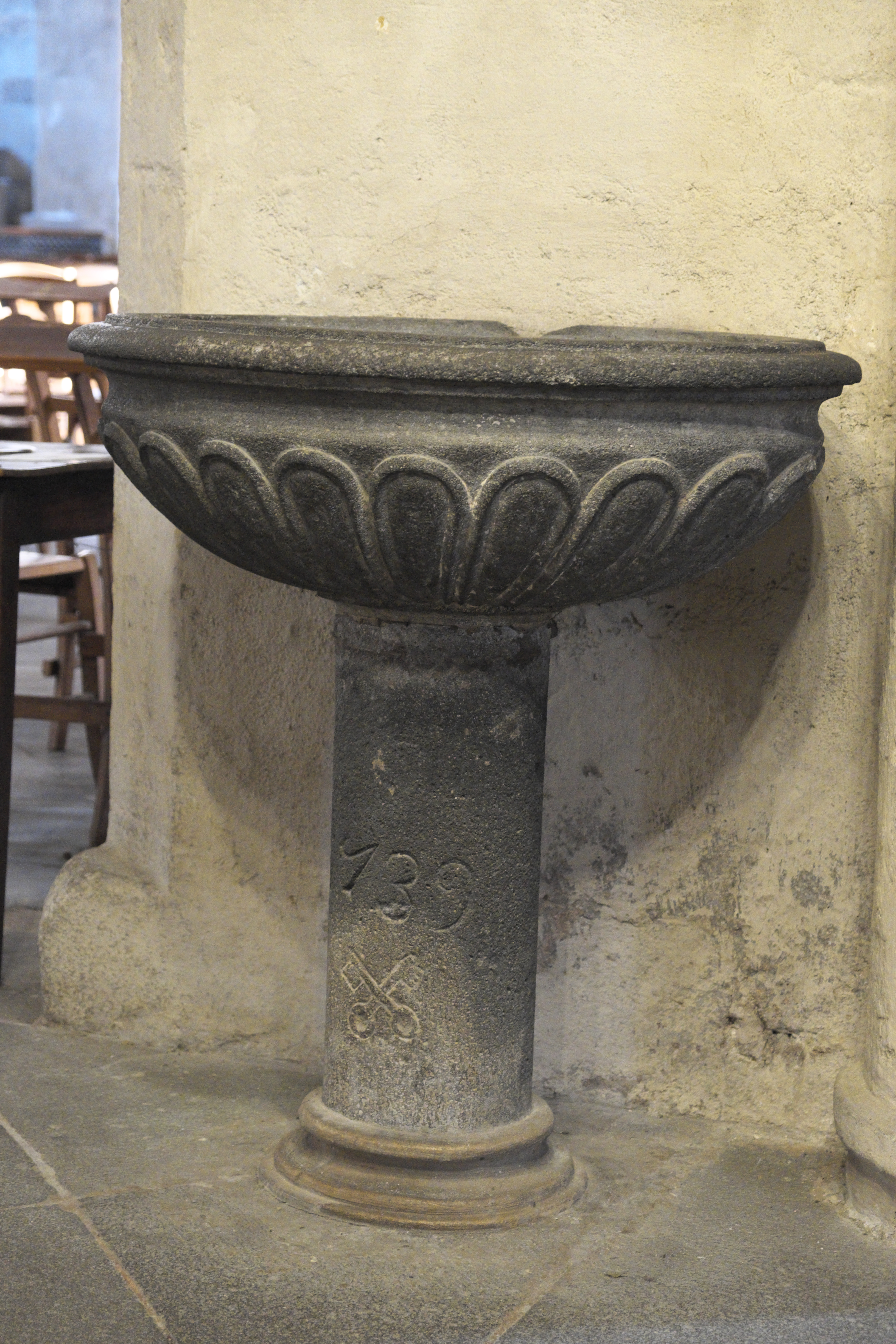
Weihwasserbecken in Yzeure

Das Weihwasserbecken in der Kirche St-Pierre in Yzeure, einer französischen Gemeinde im Département Allier der Region Auvergne-Rhône-Alpes, wurde 1739 geschaffen. Im Jahr 1907 wurde das barocke Weihwasserbecken als Monument historique in die Liste der denkmalgeschützten Objekte (Base Palissy) in Frankreich aufgenommen.
Das godronierte Becken aus Stein steht auf einer Säule, in der die Jahreszahl 1739 und zwei gekreuzte Schlüssel eingeritzt sind.